# Aycelin

Wappen der Familie Aycelin

Die Familie Aycelin spielte in der französischen Diplomatie des 14. Jahrhunderts eine bedeutende Rolle. Sie stellte fünf Bischöfe, drei Kardinäle, zwei Siegelbewahrer oder Kanzler von Frankreich, sowie einen Dekan des Kardinalskollegiums.
Bei den herausragenden Personen dieser Familie handelt es sich zum einen um die Söhne von Pierre Aycelin:
- Gilles I. Aycelin de Montaigut, Erzbischof von Narbonne und Rouen, Siegelbewahrer von Frankreich und faktisch Kanzler von Frankreich
- Hugues Aycelin, genannt Hugues Seguin de Billay, Kardinal und Dekan des Kardinalskollegiums
- Jean Aycelin († 1301), Bischof von Clermont 1298

zum anderen um den Großneffen der drei Brüder, Gilles II. Aycelin de Montaigut, Kardinal und Bischof von Thérouanne, Kanzler von Frankreich sowie schließlich um Pierre Aycelin de Montaigut, Kardinal, Bischof von Nevers und Laon, einen Neffen Gilles’ II.